# مارتينا بيغ
مارتينا بيغ (بالألمانية: Martina Big)‏ هي عارضة ومضيفة طيران وممثلة ألمانية، ولدت في 17 مايو 1988 في ألمانيا.

## وصلات خارجية
- الموقع الرسمي
- مارتينا بيغ على موقع IMDb (الإنجليزية)